# Geoffrey Carr
Geoffrey Carr (ur. 22 stycznia 1886 w Battersea, zm. 13 lipca 1969 w Ealing) – brytyjski wioślarz, srebrny medalista olimpijski.
Startował w barwach klubu Anglian Boat Club.
Wystąpił na igrzyskach olimpijskich w Sztokholmie w 1912, gdzie brytyjska osada Thames Rowing Club w składzie: Julius Beresford, Karl Vernon, Charles Rought, Bruce Logan i Geoffrey Carr zdobyła srebrny medal w czwórkach ze sternikiem. Był to jego jedyny start olimpijski.
W 2012 pięćdziesięcioro jego potomków zorganizowało rejs Tamizą, by uczcić setną rocznicę zdobycia przez niego medalu olimpijskiego.